# Ulica Kwiatowa w Poznaniu

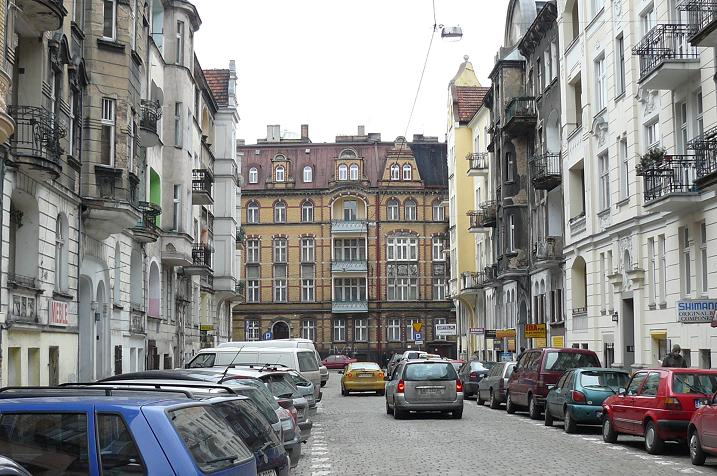
Zachodnia część ulicy

Ulica Kwiatowa w Poznaniu – ulica w centrum Poznania na Rybakach, w obrębie osiedla samorządowego Stare Miasto, pomiędzy ul. Półwiejską na zachodzie, a ul. Łąkową na wschodzie.

## Historia
Ulica powstała w XIX wieku i początkowo odgrywała rolę przejścia między ulicami: Półwiejską, Rybaki i Łąkową, w związku z czym nie posiadała żadnej nazwy. W drugiej połowie XIX wieku, o nazwę toczono nawet spór. W końcu ustalono, że nosić będzie miano Kwiatowej - podobną ulicę zlikwidowano wtedy w zupełnie innym miejscu Poznania. 

## Architektura
Znacząca zabudowa ulicy nastąpiła na przełomie XIX i XX w. Wtedy to zabudowano trakt okazałymi 4- i 5-piętrowymi kamienicami w duchu secesji i historyzmu.
Z kamienic wyróżnia się budynek pod numerem 9, dekorowany motywami roślinnymi. Według Marcina Libickiego jest to jeden z laboratoryjnych przykładów sztuki dekoracyjnej początku XX wieku. Również kamienica pod numerem 5 (architekt: Oskar Hoffmann), z pierwszych lat XX wieku, charakteryzuje się wybujałym ornamentem. Ponadto zabytkami architektury są wszystkie domy o numerach od 1 do 14. Autorstwa Ludwika Frankiewicza pozostaje budynek nr 3, Oskara Hoffmanna - nr 5 i 8, a nr 6 Augusta Readera i Otto Meistera.